# Raionul Mahdalînivka, Dnipropetrovsk
Mahdalînivka (în ucraineană Магдалинівський район, transliterat: Mahdalînivskîi raion) este un raion în regiunea Dnipropetrovsk, Ucraina. Reședința sa este așezarea de tip urban Mahdalînivka.

## Demografie
Componența lingvistică a raionului Mahdalînivka
     Ucraineană (93,91%)
     Rusă (4,75%)
     Alte limbi (0,31%)
Conform recensământului din 2001, majoritatea populației raionului Mahdalînivka era vorbitoare de ucraineană (93,91%), existând în minoritate și vorbitori de rusă (4,75%).